# Tomaszówka (gmina Niedrzwica Duża)
Tomaszówka – wieś w Polsce położona w województwie lubelskim, w powiecie lubelskim, w gminie Niedrzwica Duża.
| SIMC    | Nazwa  | Rodzaj    |
| ------- | ------ | --------- |
| 0387157 | Choina | część wsi |

W latach 1975–1998 miejscowość należała administracyjnie do województwa lubelskiego.
Wieś stanowi sołectwo gminy Niedrzwica Duża. Według Narodowego Spisu Powszechnego z roku 2011 wieś liczyła 196 mieszkańców.
Wierni Kościoła rzymskokatolickiego należą do parafii Podwyższenia Krzyża Świętego w Niedrzwicy Dużej.